# Джхунджхуну
Джхунджхуну, Джхунджхунун (англ. Jhunjhunu, хинди झुन्झुनू) — город в северо-западной части Индии, в штате Раджастхан, административный центр округа Джхунджхуну.

## География
Город находится в северо-восточной части Раджастхана, на высоте 322 метров над уровнем моря.
Джхунджхуну расположен на расстоянии приблизительно 130 километров к северо-северо-западу (NNW) от Джайпура, административного центра штата и на расстоянии 170 километров к западу-юго-западу (WSW) от Нью-Дели, столицы страны.

## Демография
По данным официальной переписи 2011 года, население Джхунджхуну составляло 118 966 человек, из которых мужчины составляли 52 %, женщины — соответственно 48 % . Уровень грамотности населения составлял 64 %.

Динамика численности населения города по годам:
| 1991   | 2001    | 2011    |
| ------ | ------- | ------- |
| 72 187 | 100 485 | 118 966 |

## Достопримечательности
- Храмовый комплекс Рани Сати — центр культа индуистской богини Сати.